# Decentralized autonomous organization
Decentralized autonomous organization, in sigla DAO (in italiano: Organizzazione autonoma decentralizzata), talvolta anche decentralized autonomous corporation (DAC) è una organizzazione la cui attività ed il cui potere esecutivo sono ottenuti e gestiti attraverso regole codificate, come programmi per computer chiamati Smart contract.
Una transazione finanziaria DAO e le regole del programma sono conservate in una base dati di tipo blockchain. Lo status legale di questo tipo di organizzazione d'affari non è ancora chiaro.
Una organizzazione autonoma decentralizzata viene definita come la capacità di una tecnologia blockchain di fornire un libro mastro digitale e sicuro che tenga traccia delle interazioni finanziarie su internet, forte contro le falsificazioni grazie al concetto di "timestamp" (marca temporale) di fiducia e alla sua presenza in una base di dati distribuita ovvero non centralizzata.

## The DAO
Fondo di investimento creato da Slock.it, gruppo finanziario dedito allo sviluppo di smart contract, fondato dal direttore commerciale di Ethereum Stephan Tual. Il fondo nel 2016 subì un attacco hacker che risucchiò 55 milioni di dollari in ether: dovette intervenire la U.S. Securities and Exchange Commission (SEC) sentenziando che i token venduti erano equivalenti a titoli finanziari non registrati, chiudendo il fondo. 